# 焦尔贾·博尔迪尼翁
焦尔贾·博尔迪尼翁（義大利語：Giorgia Bordignon，1987年5月24日—），意大利女子举重运动员。她曾代表意大利参加2016年和2020年夏季奥林匹克运动会举重比赛，其中2020年奥运会收获一枚银牌。